# 힘찬이
힘찬이는 대한민국 병무청의 마스코트 캐릭터이다.

## 탄생
2020년 병무청에서 곰, 호랑이 등을 토대로 만들어진 마스코트 캐릭터의 시안을 만들었으며 이들 캐릭터 가운데 호랑이를 토대로 만들어진 마스코트 캐릭터가 결정되었다. 결정된 캐릭터의 이름은 힘찬이로 정해졌으며, 같은해 12월 3일 정부대전청사 병무역사기록전시관에서 출범식을 통해 힘찬이를 공개했다. 힘찬이는 대한민국 국방을 힘차고 든든하게 수호하자는 뜻을 의미하며 공식적인 사용은 2021년부터 시작되었다.

## 풍자
대한민국 징병제의 폐해에 대한 비판으로 인해 힘찬이를 이용한 풍자물이 존재한다.

## 같이 보기
- 굳건이